# Эндерби, Джон
Сэр Джон Эдвин Эндерби (16 января 1931 — 3 августа 2021) — британский физик, профессор физики Бристольского университета с 1976 по 1996 год, член Лондонского королевского общества. 

## Биография
Эндерби получил образование в Честерской гимназии и Лондонском университете, где ему были присвоены степени бакалавра и доктора философии. Он был профессором физики HO Wills и заведующим кафедрой с 1981 по 1994 год и заместителем директора (адъюнкт-директор) Института Лауэ-Ланжевена с 1985 по 1988 год. Умер 3 августа 2021 года в возрасте 90 лет.

## Научные исследования
Эндерби разработал инновационные способы использования нейтронов для изучения микроскопической структуры материи. Эти методы  показали, что относительное положение различных типов атомных ядер может быть выведено из дифракционных картин, возникающих в результате квантового волнового рассеяния нейтронов. 
Его исследования особенно продвинули понимание структуры многокомпонентных жидкостей, состоящих из двух или более типов атомов, включая часто используемые жидкие сплавы и стекла. Он обнаружил неожиданный факт, что водные растворы — важная для биологии среда, в которой происходят химические реакции организма — имеют квази-решёточную структуру.

## Награды и премии
Эндерби был награждён медалью Гатри Института физики, учреждения, которое он впоследствии возглавлял в качестве президента с 2004 по 2006 год. Эндерби был избран членом Королевского общества (FRS) в 1985 году, был секретарем по физике и вице-президентом общества с 1999 по 2004 год, а также председателем издательского совета Королевского общества. Вклад Эндерби был отмечен орденом CBE в 1997 г. и рыцарским титулом за заслуги перед наукой и технологиями в 2004 г.